# 上杉定實
上杉定實（1478年－1550年3月14日）是日本戰國時代的守護大名。越後守護上杉氏當主。上杉房能的養子。與上杉謙信（初名長尾景虎）有義理上的叔姪關係，亦是謙信哥哥的岳父（定實迎長尾為景的妹妹為後妻而誕下女兒並將其嫁給長尾晴景）。

## 生平
上條上杉家出身，不過在文龜3年（1503年）迎房能的女兒為正室而成為房能的婿養子。永正4年（1507年）8月，守護代長尾為景率兵擊敗房能，定實在翌年（1508年）被擁立為守護（實際上是為景的傀儡）。此時迎娶長尾為景的妹妹（正室（房能的女兒）在這個時候死去的可能性很高），宇佐美房忠（宇佐美定滿的父親）向定實獻上名刀「宇佐美貞光」。
但是後來受到關東管領上杉顯定（房能的實兄）侵攻而在永正6年（1509年）向越中佐渡敗走。在翌年（1510年）得知顯定軍不能掌握越後諸將的內情，於是與為景一同率領佐渡的軍勢反擊，在長森原之戰中擊殺顯定。在永正10年（1513年）因為對於成為為景的傀儡而感到不滿而聯合守護家家臣的宇佐美房忠、定滿父子和實家上條氏的上條定憲（弟弟或姪子）、以及揚北眾等諸勢力佔據春日山城並持續進行抵抗，不過最終失敗而被幽禁等，漸漸失去權威。
後來因為上條定憲等人再度集結反為景勢力，為景被逼隱居，不過此後定實亦不能掌握實權。而繼承為景的長尾晴景（定實的女婿，最初接受定實的偏諱而名為定景）比起為景軟弱，因此定實的部份權力亦一時間得到回復。
因為定實沒有生下兒子，於是在為景死後，中條藤資（實元的母親是藤資的妹妹）向定實建議迎親戚（定實的外甥）‧陸奥大名伊達稙宗的兒子時宗丸（後來接受偏諱而改名為實元）為養子，藉此恢復復權，但是招致越後北部和出羽在上杉傘下的國人領主對立。更令伊達氏發生內訌（天文之亂），於是這次立養子的行動被中止，定實的計劃亦告失敗。
天文年間末期因為黑田秀忠的反亂而令到越後動揺，不過因為晴景的弟弟長尾景虎（後來的上杉謙信）將其鎮壓，包括定實自身的眾人都降服於景虎。
在天文17年（1548年）晴景和景虎的鬥爭中擔任仲介，盡力擁立景虎。在晩年出家並改名為玄清。在天文19年（1550年）病死。定實死後，越後守護家亦斷絕，第13代將軍足利義輝命令景虎代行越後守護。